# Villa da vendere (film 1941)
Villa da vendere è un film del 1941 diretto da Ferruccio Cerio.